# Sven Jansson
Den här sidan handlar om företagsledaren Sven Jansson. För runforskaren och antikvarien, se Sven B.F. Jansson.
Sven Gustaf Jansson, född 16 oktober 1904 i Filipstad, död 23 september 1961 i Karlstad, var en svensk företagsledare.
Sven Jansson intog en ledande ställning inom bryggerinäringen i Värmland som disponent och VD för Ab Wermlandsbryggerier, Karlstads bryggeri AB och Färjestads bryggeri AB i Karlstad, Bryggeri AB Fryksdalen i Torsby och Kristinehamns bryggeri AB samt som styrelseledamot i Sveabryggerier i Filipstad. Han tillhörde även ledningen för flera andra betydande industriföretag i Värmland, främst Storbrohyttans AB i Filipstad.